# Edema de glotis
El edema de glotis se considera una reacción alérgica, que incrementa el tamaño de la glotis significativamente, provocando que el flujo de aire no ingrese correctamente a los pulmones, causando la muerte inmediata de la persona.
Algunos síntomas que se presentan junto con el edema de glotis es el aumento del grosor en los labios, ampliación del tamaño de la pupila, láminas de color rojo, comezón en la garganta y eritema facial.
La adrenalina inyectable será utilizada para la disminución del edema ya que esta provoca la vasoconstricción, siendo este el tratamiento más adecuado y con mayor eficacia al momento de tratar este tipo de edema.
Se debe evitar la ingesta de alimentos y medicamentos que provoquen una reacción alérgica en el organismo, ya que favorecerá a que se produzca un edema de glotis.
Es fundamental una oportuna atención prehospitalaria, así también, según sea la causa por la cual se produzca el edema de glotis, el tratamiento se verá modificado. Los niveles de gravedad en el edema de glotis están en función de su sintomatología y su tratamiento. Estridor, tos y disnea son los síntomas que aparecen repetidamente dentro de ésta patología.

## Epidemiología
Un estudio realizado en Buenos Aires, entre febrero de 2007 y abril de 2015, sobre una variante del Edema de glotis (Edema de Reinke), indicó que 4 pacientes de sexo femenino fueron tratados por disnea inspiratoria severa ya que fumaban más de 30 cigarrillos por día, lo que influyó en la aparición de esta patología.
En un estudio realizado por Francois y sus colegas, enfatizado en el edema laríngeo post-extubación y fracaso de la misma en pacientes adultos enfermos en estado crítico, se mostró que de entre 611 pacientes, 87 de ellos (12%) desarrollaron edema laríngeo (Edema de Glotis), mismos que requirieron de reintubación.
En un estudio sobre medicamentos notificados como productores de reacciones adversas graves en Cuba en un período de diez años, se encontró que, de un total de 1583 personas, 56 de éstas (3,5%) presentaron Edema de Glotis correspondiente con las penicilinas (rapilenta, cristalina y benzatínica) y con otros betalactámicos como las cefalosporinas (cefazolina). Otros medicamentos como la dipirona, el ibuprofeno y el espasmoforte también se relacionaron con este peligroso efecto.

## Etiología
Se considera al edema de glotis como una alteración de las cuerdas vocales que puede conllevar a la muerte de las personas. Fisiopatológicamente, el edema de glotis consiste en la acumulación de líquido dentro de las cuerdas vocales provocando una reacción obstructiva dentro de la cavidad laríngea.
Frecuentemente se desarrollan debido a reacciones alérgicas subsiguientes a la administración de medicinas o por ingesta de alimentos, así como por la picadura de ciertos insectos como: abejas o avispas; fundamentalmente si la picadura se encuentra en franjas de la cara o el cuello. Origina un forúnculo en las mucosas que envuelven la boca, garganta, úvula e incluso laringe, corriendo el riesgo de comprometer la función respiratoria por oclusión de la vía aérea. Es urgente la atención médica, con adrenalina por vía subcutánea.

## Patología
El edema es la acumulación anormal de algún líquido en el lecho intersticial de cualquier tejido proveniente de los vasos sanguíneos adyacentes. El examen de la garganta debe mostrar, a veces, el enrojecimiento de esta región, y la palpación,  puede apreciar la protuberancia de la membrana mucosa en la base de la lengua.

## Tratamiento
Los métodos por utilizar para el tratamiento del edema de glotis variaran según el riesgo que presente el paciente:
Cuando el paciente no manifiesta signo alguno de gravedad, se procederá a la administración de fármacos convenientes para ello y de manera inmediata se evidenciará un cese con respecto a la hinchazón y el edema de glotis.
Al existir una inflamación más severa por el edema de glotis, provocando una sensación de ahogo (disnea) en el paciente debido a que se encuentran ocluidas parcial o totalmente las vías respiratorias, lo más oportuno sería llevar a cabo un tratamiento en base adrenalina nebulizada o por vía oral.
Si se llegara a presentar un caso aún más severo que los ya mencionados, dando como resultado la necesidad de tomar una medida de solución rápida y eficaz. En este caso, se empleará adrenalina, antihistamínicos y corticoides. Si el edema llegase adquirir una naturaleza más compleja y sin presencia de mejoría alguna, el profesional de la salud tendrá que recurrir a ejecutar una Traqueotomía.